# 机张郡
機張郡（：／ Gijang gun */?），韓國釜山廣域市的郡，位於釜山廣域市東北部，濱臨日本海。

## 簡介
機張郡為韓國人口密度最高的郡，人口多於機張郡的郡級行政區只有蔚州郡和達城郡，但由於兩郡面積皆比機張郡大，因而人口密度比此郡低。
1995年，當釜山直轄市改編為廣域市之時，慶尚南道梁山郡部分東部地域被編入新成立的釜山廣域市，成為現時的機張郡。

## 歷史
機張郡原名為「甲火良谷」（갑화양곡），古代與東萊共同屬於弁韓城邦弁韓瀆盧國（변한독로국）的管治範圍。79年，新羅征服了居漆山國（거칠산국），設立居漆山郡作管治。505年，改為甲火良谷縣的屬下縣。757年，甲火良谷縣更名為機張縣，隸屬於良州東萊郡。995年，韓國分為10個道管治，機張隸屬於嶺東道慶州牧楊州郡管治。1012年，實行五道兩界制，機張成為慶尚道慶州牧機張縣。1018年，改由蔚州郡管轄，後設有監務，又稱「車城」。1304年，復設梁州郡，機張縣改由梁州郡管轄，與東平縣（동평현）為梁州郡的屬縣（속현）。1396年，朝鮮開始實行八道制，機張縣依然為梁州郡的屬縣。
1413年進行地方制度改革時，機張縣設立縣監作管治，當時此縣的人口為397人。1519年改編地方制度時，機張縣屬於慶尚左道。1599年，此縣被廢除，南部地區編入東萊縣，北部地區編入蔚山都護府。1617年，重新成立機張縣。此後，當局多次反覆進行移管和合併，直到1861年時幾乎完全消失。1895年，根據乙未改革，機張縣與東萊、梁山、蔚山並列成為東萊府機張郡。此後，在1914年4月的行政區域改編中，當局以機張郡一帶為中心，加上釜山部分範圍，更名為東萊郡，機張郡再度被廢除。
1963年，蔚州郡西生面和溫陽面的部分範圍編入機張面。1973年7月，東萊郡併入梁山郡。1980年12月，機張面升格為機張邑。1986年11月，梁山郡當時管轄機張邑、長安邑、井寬面、鐵馬面及日光面。1995年3月1日，升格為釜山廣域市機張郡，脫離梁山郡管治。2015年9月，機張郡管轄的鼎冠面升格為鼎冠邑。

## 行政區劃

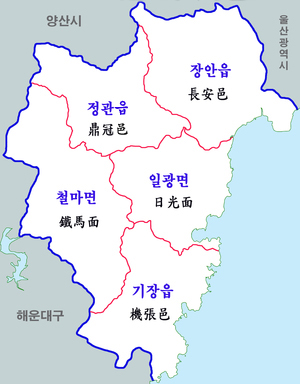
行政區劃圖

機張郡目前下轄4個邑、1個面。

### 邑
- 機張邑
- 長安邑
- 鼎冠邑
- 日光邑（朝鲜语：일광읍）

### 面
- 鐵馬面（朝鲜语：철마면）

## 政治
機張郡為典型農村地區，郡內一直大多數支持保守派政黨。然則，隨著自由派政治人物盧武鉉登場後，此格局逐漸被打破。在2002年第16屆總統選舉中，盧武鉉獲得了超過30%的得票率，自此民主黨開始在機張郡打下基礎。2000年代後，因鼎冠新城市完工，機張郡由原本不足10萬人人口開始持續增長，民主派系的候選人亦開始在機張郡取得勝利。2017年及2018年，共同民主黨的總統候選人和釜山市長候選人皆在機張郡獲勝。

### 國會議員
機張郡目前單獨設立國會議員選區，選出一名國會議員代表，現任國會議員為保守派政黨國民力量的鄭東萬（정동만）。
鄭東萬於2020年國會選舉中，以49.63%的得票率勝出。

### 市議會
機張郡目前於釜山廣域市議會一共47席中佔有2席，現任議員（2018年－2022年）皆由共同民主黨籍的議員代表。

### 郡議會
機張郡議會（기장군의회）為機張郡的立法機關，由8名議員組成。現任議員（2018年－2022年）包括3名共同民主黨議員、2名國民力量議員及3名無黨籍議員。

## 文化教育
1440年，朝鮮開設機張鄉校授課，培養郡內的儒家知識份子及教化居民。1905年，機張日語學校開辦，錄取40名學生。1911年，隨著開設機張小學，各面皆設立學校。2015年，郡內設有20所小學、6所初中及8所高中。
機張邑則設有「機張文化院」，於1997年11月開辦，宣揚地域古儒文化的啓發、普及、保存及傳承，並收集和保存鄉土史的調查研究及史料，同時開展地區傳統文化的國內外交流和對地區文化的社會教育活動。
在祭典方面，機張郡擁有由主婦在正月初一主持的的聖周祭、竈王祭、業長君祭；二月上旬的靈童奶奶祭；六月的龍神祭；十月祭的祖先壇祭祀、磨素祭及背書郎祭等。冬祭則主要有每年正月十四日晚上舉行的堂山祭和每數年在漁村舉行的別神祭。舉行這些歲時禮儀的目的，乃是希望神靈保佑家庭或村莊的無憂太平和風農豐漁。

## 產業
主要產業是農業和漁業，但比重逐漸下降。由於機張郡大部分土地屬開發限制區域及水源保護區域，受到雙重限制，因此發展產業受到制約。主要農產品以大米等糧食作物為主，同時亦栽種高收入作物。受城市化影響，機張郡的休耕地增加，糧食作物生產逐漸減少。地區特產則有梨、西紅柿、蝸牛、香菇及麻辣香菜等，亦有飼養韓牛、奶牛、豬等畜牧業。機張郡同時為東海漁場漁業的中心，盛產鯷魚、海帶及長刀魚等。

## 景點
機張郡與海雲臺旅遊特區相鄰，海岸長度達36公里。機張邑大邊里、蓮花里；日光面七巖里等各處皆開設以新鮮自然產生魚片聞名的生魚片店。同時，機張郡的日光海水浴場和林浪海水浴場每年皆吸引40萬名以上的遊客到訪。
此外，海東龍宮寺、侍郎臺（시랑대）、五郎臺（오랑대）、黃鶴臺（황학대）等絕景景點，與古里核电厂（고리원자력발전소）也吸引了遊客的目光。
機張郡總面積的70%以上屬於山地，673年興建的長安寺（장안사）所在的佛光山地區因景觀優美被指定為郡立公園。郡內亦存1593年建成的機張竹城里城（기장 죽성리왜성），為壬辰倭亂時期日軍修建的日本式城郭。

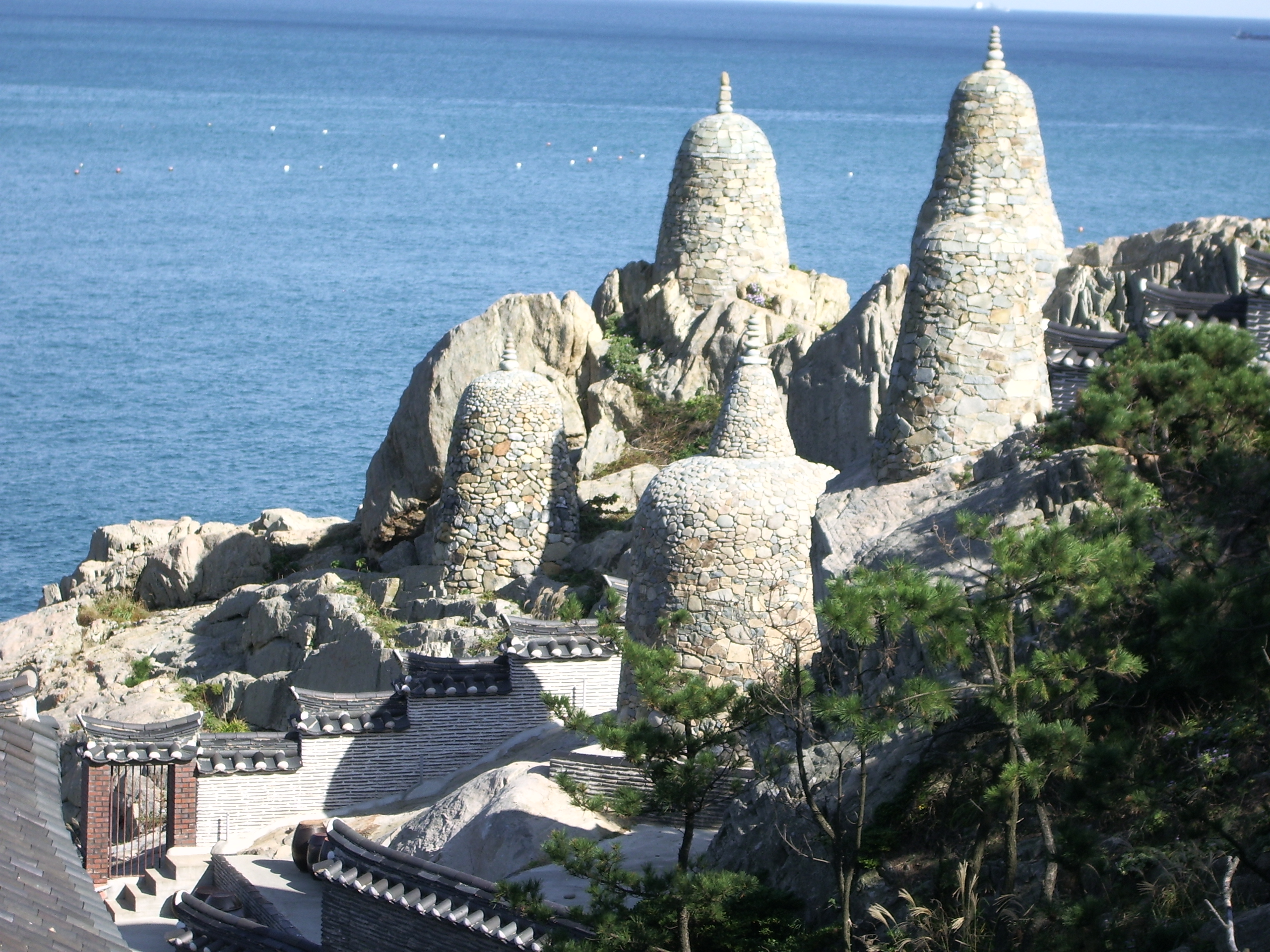
海東龍宮寺
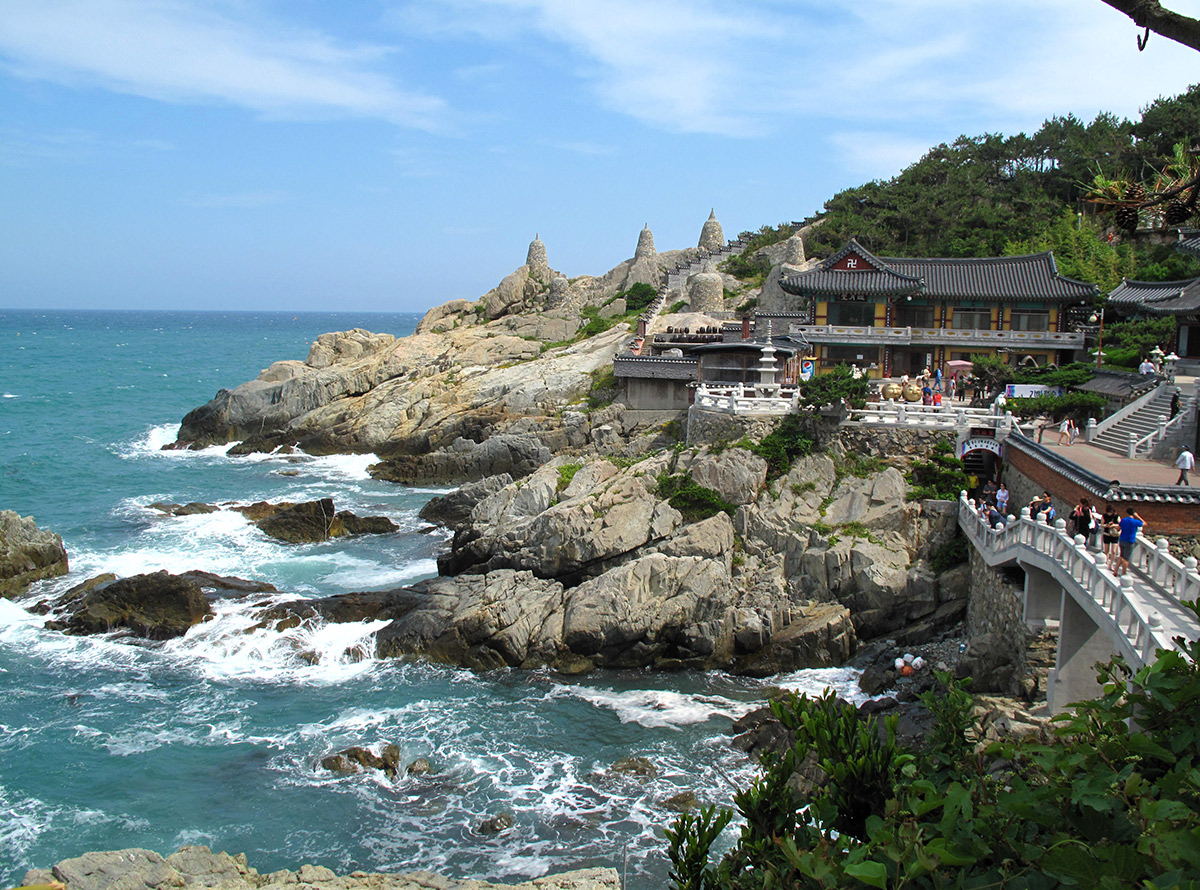
海東龍宮寺
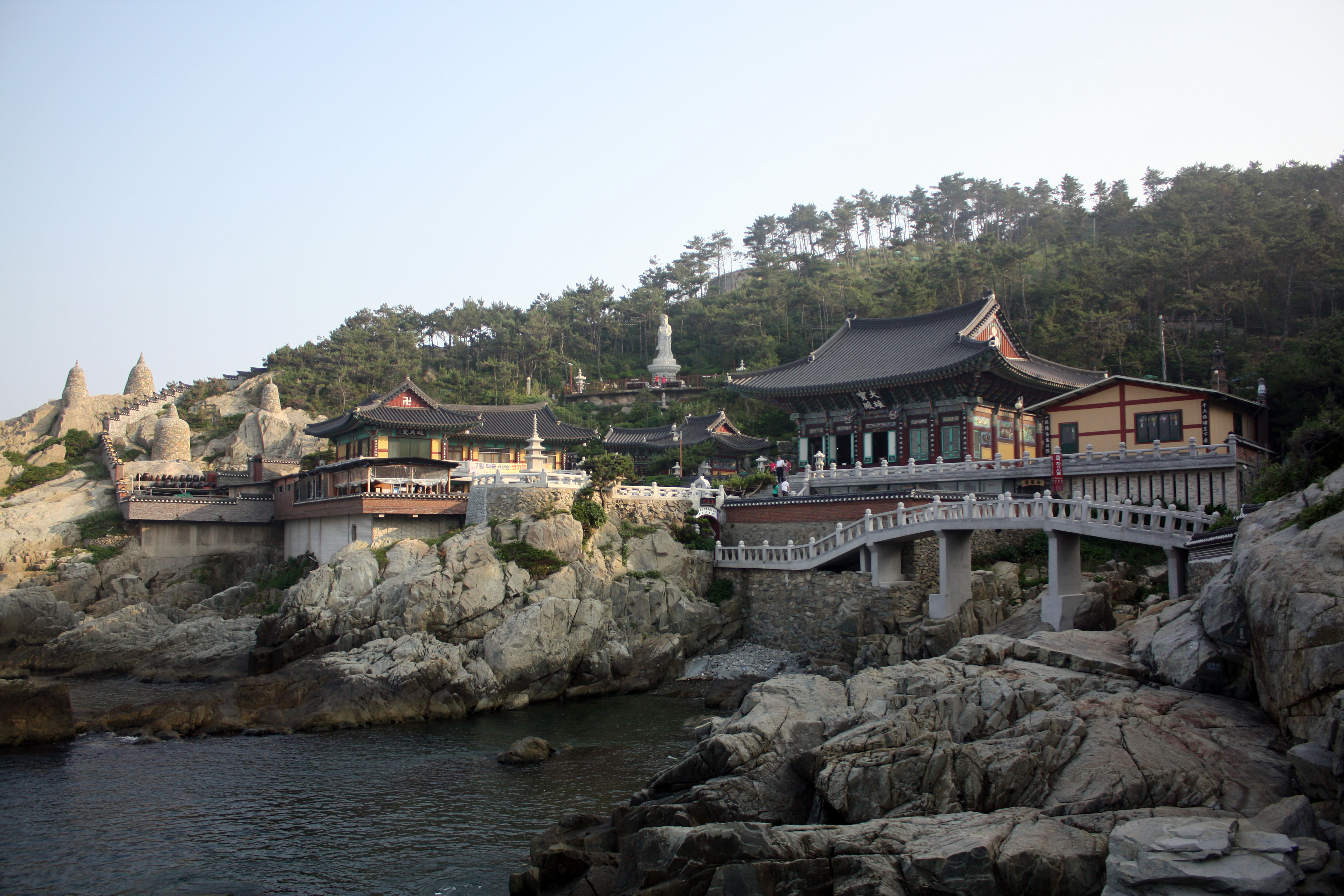
海東龍宮寺
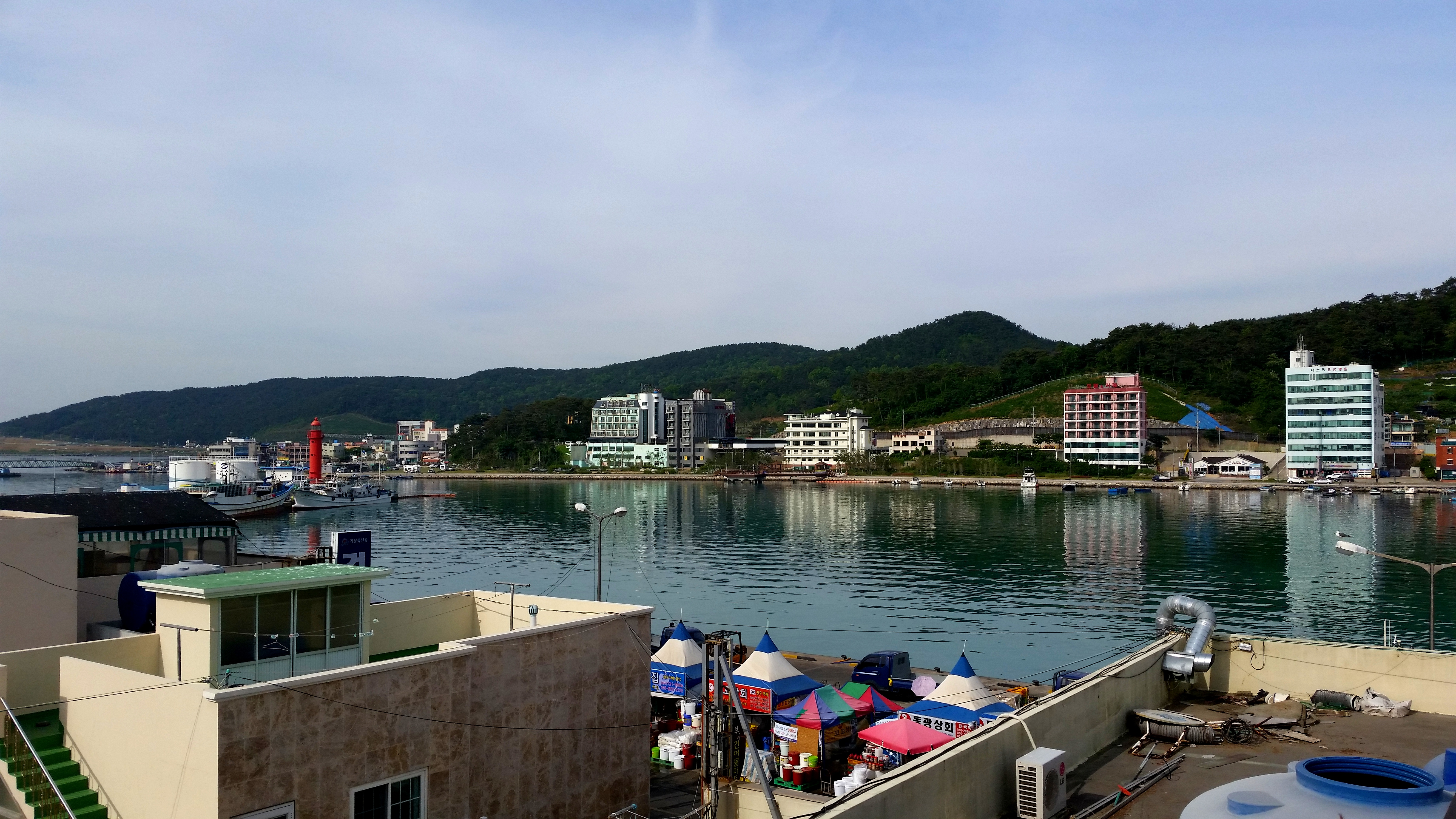
大邊港
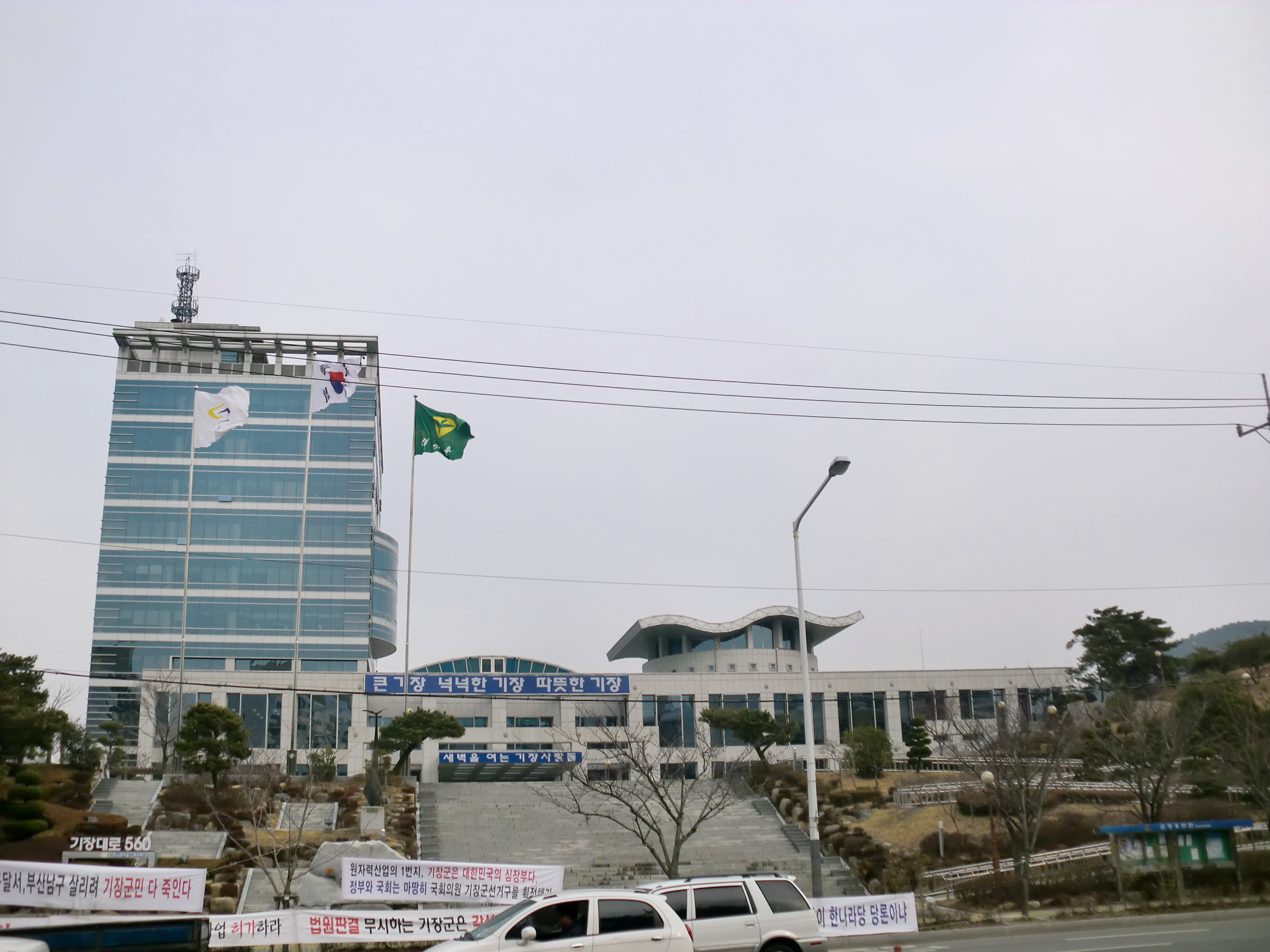
機張郡政府
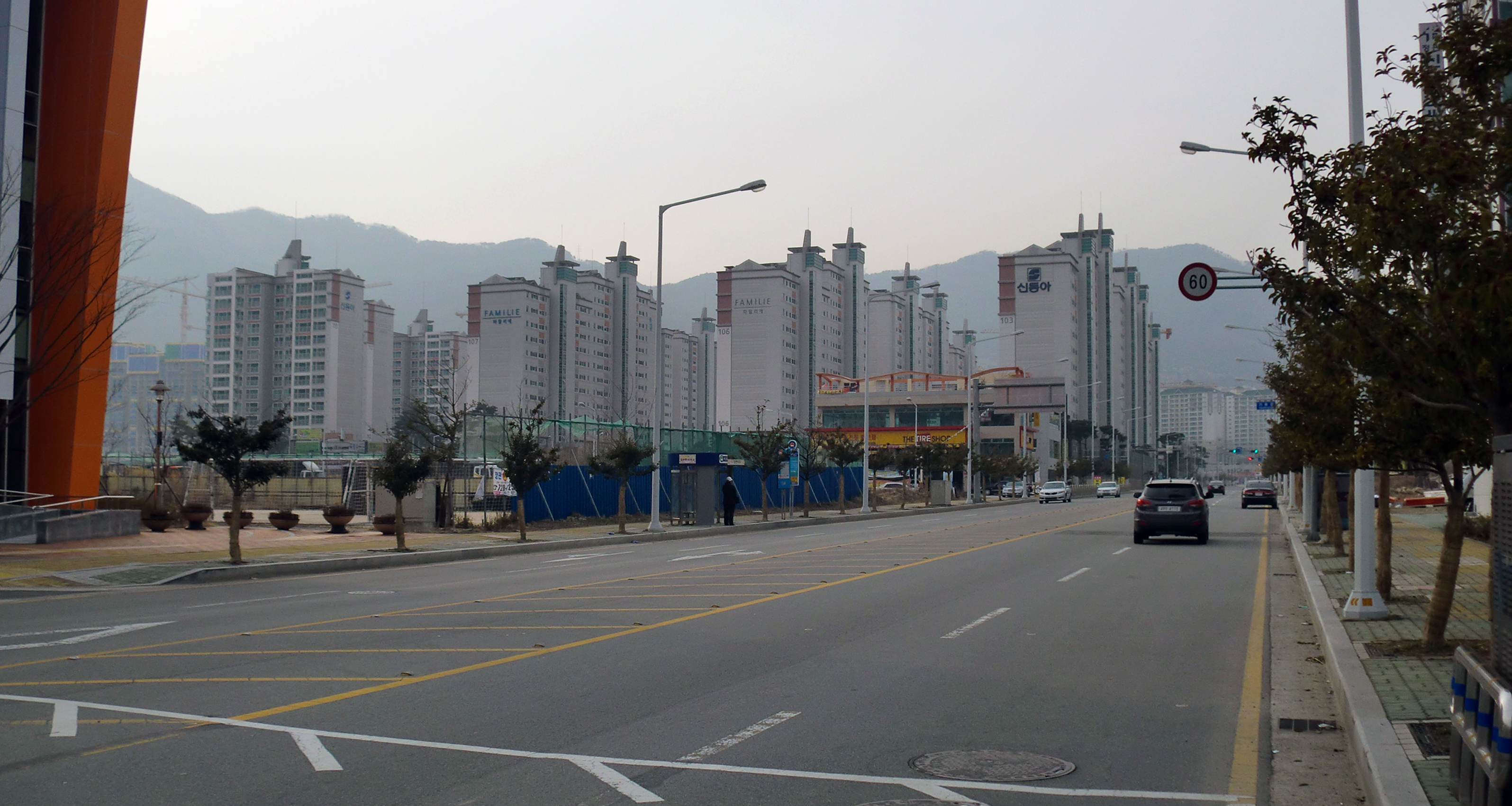
鼎冠新城市

## 外部連結
- 機張郡政府官方網站 （页面存档备份，存于）